# Josef Ahammer
Josef Ahammer (* 18. Mai 1935 in Neukirchen, Altmünster; † 30. Juli 2017 in Linz) war ein österreichischer römisch-katholischer Priester. Von 1982 bis 2003 war er Generalvikar der Diözese Linz.

## Leben

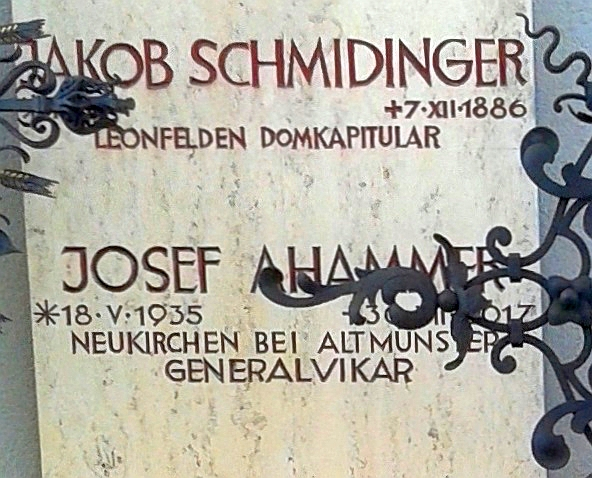
St. Barbara-Friedhof Linz, Grab von Generalvikar Josef Ahammer in der Grabstätte des Domkapitels Linz

Nach der Matura 1955 am Linzer Kollegium Petrinum trat er in das Priesterseminar der Diözese Linz ein und studierte Philosophie und Katholische Theologie. Er empfing am 29. Juni 1960 im Mariä-Empfängnis-Dom in Linz durch Franz Zauner die Priesterweihe. Nach seiner Kaplanszeit in Rainbach und Linz-Urfahr war er als Diözesankinderseelsorger, für die Katholischen Jungschar und die Pfadfinder tätig. Von 1961 bis 1976 war er Landeskurat der oberösterreichischen Pfadfinder.
1974 wurde Ahammer Leiter des Sekretariats des Pastoral- und des Priesterrates sowie der Dechantenkonferenz im  Bischöflichen Ordinariat Linz. Kurz darauf übernahm er die Betreuung der Missionsurlauber und der Entwicklungshelfer des Arbeitskreises Weltkirche und Entwicklungsförderung WEKEF (heute: Welthaus). Er übernahm zudem als Diözesan-Jungscharseelsorger die Dreikönigsaktion der Österreichischen Bischofskonferenz. Von 1977 bis 2008 war er Präsident der Österreichischen Missions-Verkehrs-Arbeitsgemeinschaft (MIVA). Zudem war er in der Pfarrseelsorge in der Linzer Pfarre Leonding-Hart-St. Johannes (seit 1974) und in der Pfarre Linz-St. Magdalena (1976–2011) tätig.
Am 19. Jänner 1982 wurde er Mitglied im Linzer Domkapitel, dessen Vorsitz er 2003 als Dompropst annahm. Bischof Maximilian Aichern ernannte Ahammer am 21. April 1982 zum Generalvikar der Diözese Linz und damit zum Nachfolger von Alois Wagner. 2003 wurde Maximilian Mittendorfer sein Nachfolger als Generalvikar und Ahammer wurde am 1. September 2003 von Diözesanbischof Maximilian Aichern zum Bischofsvikar für die Orden, Säkularinstitute und geistlichen Gemeinschaften ernannt. Zwischen 2003 und 2014 war er als Dompropst an der Spitze des Linzer Domkapitels. Zudem war er von 2003 bis 2016 Hausdirektor im Linzer Bischofshof sowie Bischöflicher Kommissär der Franziskusschwestern und der Elisabethinen in Linz, wo er bis zuletzt lebte.
Josef Ahammer engagierte sich für zahlreiche soziale Projekte im Heiligen Land. 1987 wurde er von Maximilien de Fürstenberg, Kardinal-Großmeister des Ritterordens vom Heiligen Grab zu Jerusalem, zum Komtur ernannt und am 10. Oktober 1987 in Graz durch Abt Gebhard Koberger, Großprior der Statthalterein in Österreich, in den Päpstlichen Orden investiert. Er war von 1987 bis 2003 Prior der Komturei Linz.
Ahammer ist begraben in der Grabstätte des Linzer Domkapitels auf dem St. Barbara-Friedhof in Linz.

## Ehrungen und Auszeichnungen
- 1974: Geistlicher Rat
- 1984: Päpstlicher Ehrenprälat
- 1985: Ehrenzeichen des Landes Oberösterreich für seine Verdienste um die oberösterreichische Jugend
- 1987: Aufnahme in den Päpstlichen Ritterorden vom Heiligen Grab zu Jerusalem
- 1995: Goldenes Ehrenzeichen des Landes Oberösterreich
- 2002: Silberne Palme von Jerusalem
- 2009: Eduard-Ploier-Preis für Entwicklungszusammenarbeit